# NGC 7003
NGC 7003 (другие обозначения — PGC 65887, UGC 11662, MCG 3-53-8, ZWG 448.27, IRAS20584+1736) — галактика в созвездии Дельфин.
Этот объект входит в число перечисленных в оригинальной редакции «Нового общего каталога».
В галактике вспыхнула сверхновая SN 2011dk типа II, её пиковая видимая звездная величина составила 16,5.